# Nematinae

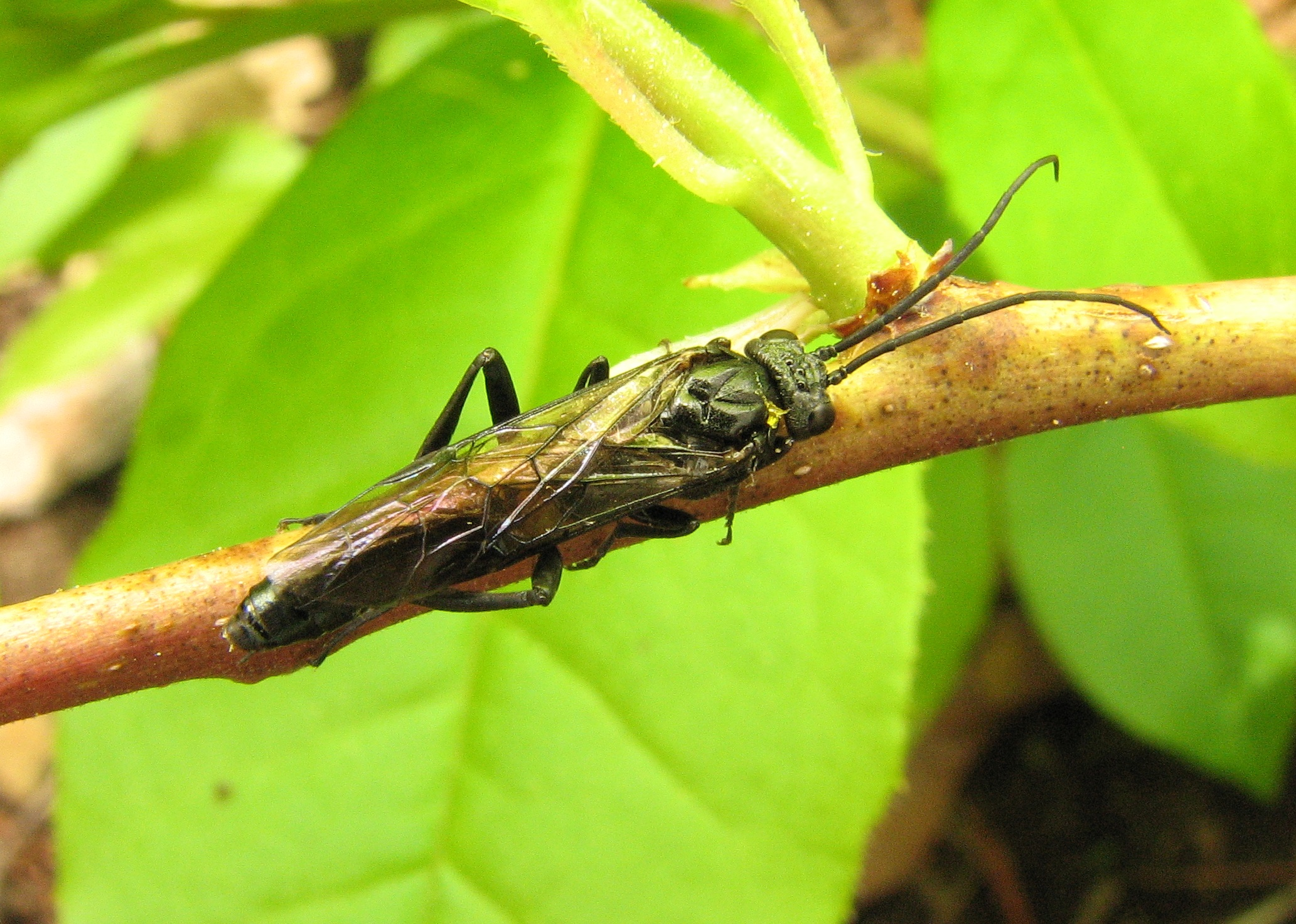
Nematus abbotii

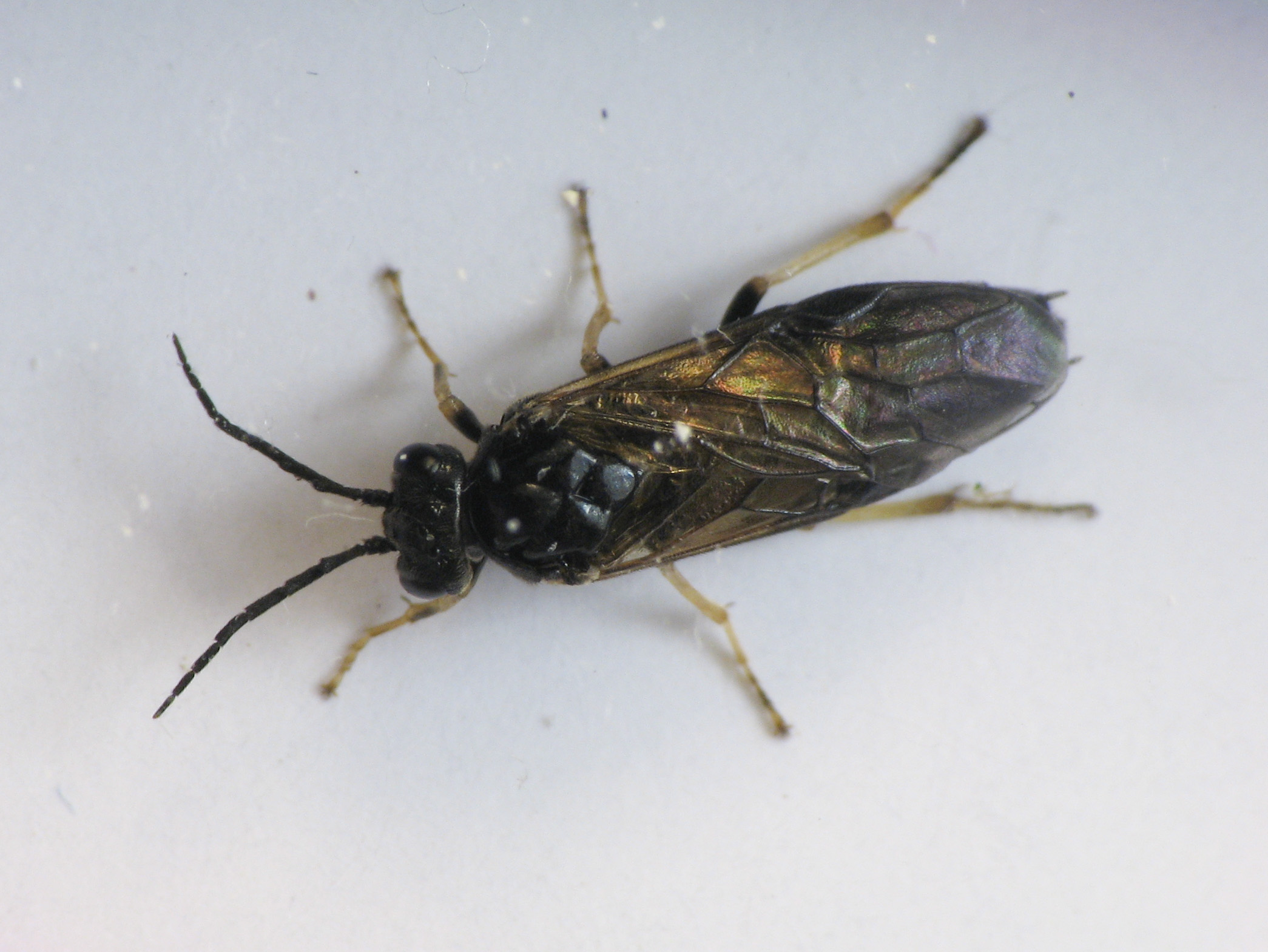
Hembra de Cladius difformis.

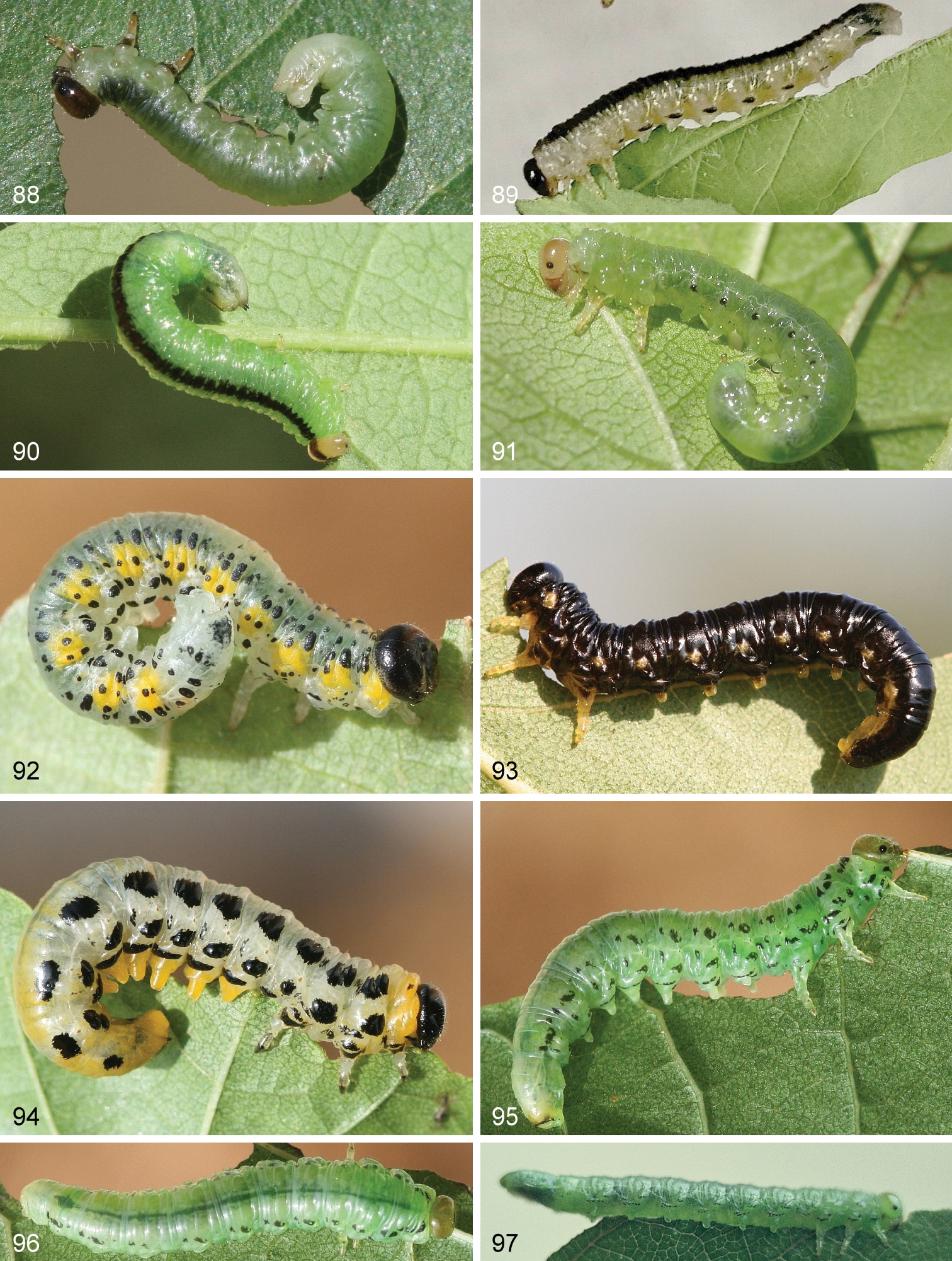
Figuras 88–97; Larvas de Nematinae 88 Hemichroa australis. 89 Nematus lonicerae (foto E. Altenhofer). 90 Nematus wahlbergi. 91 Nematus lucidus. 92 Euura melanocephalus. 93 Nematus latipes. 94 Nematus septentrionalis. 95–96 Nematus alniastri. 97 Nematus princeps

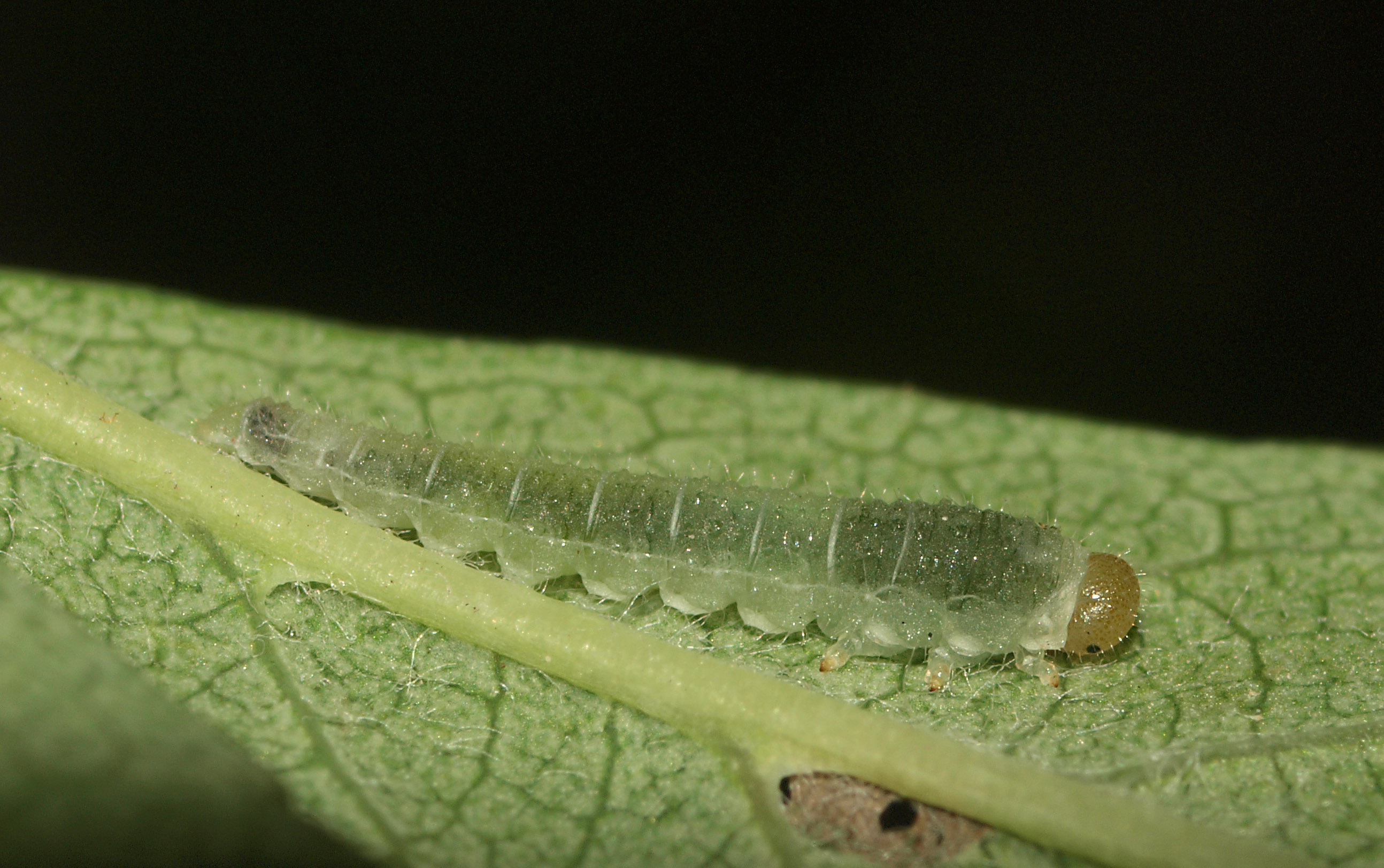
Dineura testaceipes, larva

Nematinae es una subfamilia de Symphyta (avispas sierra) en la familia Tenthredinidae. Contiene más de 1250 especies descritas en unos 40 géneros. Los miembros de esta subfamilia se alimentan de una amplia gama de plantas (más de veinte familias de plantas han sido registradas como huéspedes) y emplean una amplia gama de hábitos de alimentación, tanto internos como externos, en sus plantas huésped.
La mayoría de los grupos de insectos tienden a tener un número máximo de especies en los trópicos y disminuyen hacia los polos. Nematinae revierte esta tendencia, con el mayor número probablemente ocurriendo en la zona de bosque boreal. La razón no se comprende plenamente, pero podría deberse a la abundancia de especies de sauce (Salix) en la región. En 2014, las especies de los géneros Eupontania, Phyllocolpa, Pontania y Tubpontania que se alimentan de sauces, fueron ubicadas en el género Euura, para reflejar los últimos avances en el estudio de su filogenia.

## Géneros
Los géneros incluidos en esta subfamilia son:
- Adelomos Ross, 1935
- Anhoplocampa Wei, 1998
- Anoplonyx Marlatt, 1896
- Armenocampus Zinovjev, 2000
- Caulocampus Rohwer, 1912
- Cladius Illiger, 1807
- Craterocercus Rohwer, 1911
- Dinematus Lacourt, 2006
- Dineura Dahlbom, 1835
- Endophytus Hering, 1934
- Euura Newman, 1837
- Fagineura Vikberg & Zinovjev, 2000
- Fallocampus Wong, 1977
- Hemichroa Stephens, 1835
- Hoplocampa Hartig, 1837
- Katsujia Togashi, 1964
- Kerita Ross, 1937
- Megadineura Malaise, 1931
- Mesoneura Hartig, 1837
- Monocellicampa Wei, 1998
- Moricella Rohwer, 1916
- Nematinus Rohwer, 1911
- Nematus Panzer, 1801
- Neodineura Taeger, 1989
- Nescianeura Lacourt, 2006
- Pachynematus Konow, 1890
- Platycampus Schiødte, 1839
- Pristiphora Latreille, 1810
- Pseudodineura Konow, 1885
- Renonerva Wei & Nie, 1998
- Stauronematus Benson, 1953
- Susana Rohwer & Middleton, 1932
- Zhuangzhoua Liu, Niu & Wei 2017
- † Driocampus Zhang & Zhang, 1990
- † Emprionopsis Zhang Junfeng, Sun Bo & Zhang Xiyu, 1994
- † Eohemichroa Zhelochovtzev & Rasnitsyn, 1973
- † Florissantinus Zhelochovtzev & Rasnitsyn, 1973
- † Leptocampus Zhang Junfeng, Sun Bo & Zhang Xiyu, 1994
- † Phthonocampus Zhang Junfeng, Sun Bo & Zhang Xiyu, 1994